# 초나라의 군주 목록
| 대수                                            | 시호           | 휘         | 재위기간                    | 비고                                                                                  |
| ----------------------------------------------- | -------------- | ---------- | --------------------------- | ------------------------------------------------------------------------------------- |
| 01                                              | -              | 광(狂)     |                             |                                                                                       |
| 02                                              | 역자(繹子)     | 역(繹)     |                             | 주 왕실로부터 자작(子爵) 벼슬을 받음.                                                 |
| 03                                              | 애자(艾子)     | 애(艾)     |                             |                                                                                       |
| 04                                              | 담자(黵子)     | 담(黵)     |                             |                                                                                       |
| 05                                              | 승자(勝子)     | 승(勝)     |                             |                                                                                       |
| 06                                              | 양자(楊子)     | 양(楊)     |                             |                                                                                       |
| 07                                              | 거자(渠子)     | 거(渠)     |                             |                                                                                       |
| 08                                              | 무강자(毋康子) | 무강(毋康) |                             |                                                                                       |
| 09                                              | 지홍자(摯紅子) | 지홍(摯紅) |                             |                                                                                       |
| 10                                              | 연자(延子)     | 연(延)     |                             |                                                                                       |
| 11                                              | 용자(勇子)     | 용(勇)     | 기원전 847년 ~ 기원전 838년 |                                                                                       |
| 12                                              | 엄지(嚴子)     | 엄(嚴)     | 기원전 837년 ~ 기원전 828년 |                                                                                       |
| 13                                              | 상자(霜子)     | 상(霜)     | 기원전 827년 ~ 기원전 822년 |                                                                                       |
| 14                                              | 순자(徇子)     | 순(徇)     | 기원전 821년 ~ 기원전 800년 |                                                                                       |
| 15                                              | 악자(咢子)     | 악(咢)     | 기원전 799년 ~ 기원전 791년 |                                                                                       |
| 16                                              | 약오(若敖)     | 의(儀)     | 기원전 790년 ~ 기원전 764년 | 약오 · 소오 이래로 초나라는 남방에서 가장 강한 국가가 되어, 수(隨)나라와 어깨를 겨룸. |
| 17                                              | 소오(霄敖)     | 감(坎)     | 기원전 763년 ~ 기원전 758년 |                                                                                       |
| 18                                              | 분모(蚡冒)     | 순(眴)     | 기원전 757년 ~ 기원전 741년 |                                                                                       |
| 19                                              | 무왕(武王)     | 통(通)     | 기원전 740년 ~ 기원전 690년 | 분모의 동생. 분모의 아들을 죽이고 임금이 됨. 주 환왕(周 桓王)때 칭왕함.               |
| 20                                              | 문왕(文王)     | 자(貲)     | 기원전 689년 ~ 기원전 675년 |                                                                                       |
| 21                                              | 도오(堵敖)     | 간(囏)     | 기원전 674년 ~ 기원전 672년 |                                                                                       |
| 22                                              | 성왕(成王)     | 운(惲)     | 기원전 671년 ~ 기원전 626년 |                                                                                       |
| 23                                              | 목왕(穆王)     | 상신(商臣) | 기원전 625년 ~ 기원전 614년 |                                                                                       |
| 24                                              | 장왕(莊王)     | 여(侶)     | 기원전 613년 ~ 기원전 591년 |                                                                                       |
| 25                                              | 공왕(共王)     | 심(審)     | 기원전 590년 ~ 기원전 560년 |                                                                                       |
| 26                                              | 강왕(康王)     | 초(招)     | 기원전 559년 ~ 기원전 545년 |                                                                                       |
| 27                                              | 겹오(郟敖)     | 원(員)     | 기원전 544년 ~ 기원전 541년 |                                                                                       |
| 28                                              | 영왕(靈王)     | 비위(比圍) | 기원전 540년 ~ 기원전 529년 |                                                                                       |
| 29                                              | 평왕(平王)     | 거(居)     | 기원전 528년 ~ 기원전 516년 |                                                                                       |
| 30                                              | 소왕(昭王)     | 진(珍)     | 기원전 515년 ~ 기원전 489년 |                                                                                       |
| 31                                              | 혜왕(惠王)     | 장(章)     | 기원전 488년 ~ 기원전 432년 |                                                                                       |
| 32                                              | 간왕(簡王)     | 중(中)     | 기원전 431년 ~ 기원전 408년 |                                                                                       |
| 33                                              | 성왕(聲王)     | 당(當)     | 기원전 407년 ~ 기원전 402년 |                                                                                       |
| 34                                              | 도왕(悼王)     | 의(疑)     | 기원전 401년 ~ 기원전 381년 |                                                                                       |
| 35                                              | 숙왕(肅王)     | 장(臧)     | 기원전 380년 ~ 기원전 370년 |                                                                                       |
| 36                                              | 선왕(宣王)     | 양부(良夫) | 기원전 369년 ~ 기원전 340년 |                                                                                       |
| 37                                              | 위왕(威王)     | 상(商)     | 기원전 339년 ~ 기원전 329년 |                                                                                       |
| 38                                              | 회왕(懷王)     | 괴(槐)     | 기원전 328년 ~ 기원전 299년 |                                                                                       |
| 39                                              | 경양왕(頃襄王) | 횡(橫)     | 기원전 298년 ~ 기원전 263년 |                                                                                       |
| 40                                              | 고열왕(考烈王) | 원(元)     | 기원전 262년 ~ 기원전 238년 |                                                                                       |
| 41                                              | 유왕(幽王)     | 한(悍)     | 기원전 237년 ~ 기원전 228년 |                                                                                       |
| 42                                              | 애왕(哀王)     | 유(猶)     | 기원전 228년 ~ 기원전 228년 |                                                                                       |
| 43                                              | 부추왕(負芻王) | 부추(負芻) | 기원전 227년 ~ 기원전 223년 |                                                                                       |
| 44                                              | 창평군(昌平君) | 계(啟)     | 기원전 223년 ~ 기원전 222년 |                                                                                       |
| 시황제에 의해 잠시 멸망한 후, 항우에 의해 부활. |                |            |                             |                                                                                       |
| 45                                              | 의제(義帝)     | 심(心)     | 기원전 208년 ~ 기원전 205년 |                                                                                       |